# Gouillons
 Gouillons  là một xã thuộc tỉnh Eure-et-Loir trong vùng Centre-Val de Loire ở bắc trung bộ nước Pháp. Xã này nằm ở khu vực có độ cao trung bình 149 mét trên mực nước biển. Dân số năm 1999 là 317 người. Diện tích là 12,04 km2.